# بطارية الليثيوم

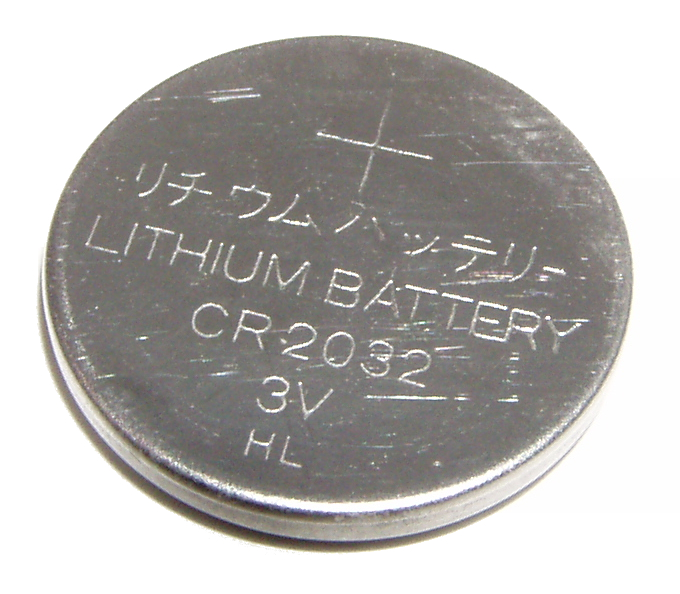
بطارية ليثيوم على شكل بطارية ساعة

بطارية الليثيوم بطارية تستخدم فلز الليثيوم أو مركباته مصعدا، وهي بطاريات تستعمل لمرة واحدة وغير قابلة للشحن على العكس من بطارية ليثيوم-أيون. تتميز بطاريات الليثيوم بأن لها كثافة شحنة عالية (عمرها طويل)، إلا أنها مرتفعة الثمن. اعتماداً على تصميم وعلى نوع مركب الليثيوم المستخدم، فإن بطاريات الليثيوم يمكن أن تعطي جهد (فرق كمون) يتراوح بين 1.5 و3.7 فولت.

## التركيب
يشير وصف بطارية الليثيوم إلى عدة تركيبات مختلفة من المهبط والكهرل، أشهرها هو استخدام ثنائي أكسيد المنغنيز في بطاريات Li-Mn المنتشرة الاستخدام.
| البطارية                     | المهبط | الكهرل | الجهد القياسي | الجهد النهائي | واط ساعي لكل كغ                                     | واط ساعي لكل ليتر |
| ---------------------------- | --- | --- | ------------- | ------------- | --------------------------------------------------- | ----------------- |
| Li-MnO2                      | أكسيد المنغنيز الرباعي المعالج حرارياً | فوق كلورات الليثيوم في كربونات البروبيلين وثنائي ميثوكسي الإيثان                                                        | 3 V           | 3.3 V         | 280                                                 | 580               |
| Li-MnO2                      | تعد بطارية "Li-Mn" أكثر بطاريات الليثيوم انتشاراً بين المستهلكين (حوالي 80%). ملائمة لتطبيقات منخفضة الثمن والتي تتطلب عمر طويل للبطارية. تتميز بكثافة طاقة عالية بالنسبة للكتلة وللحجم. درجات حرارة الاستخدام بين -30 إلى 60 °س. يمكن أن تعطي تيارات ذات نبض مرتفع. تفقد شحنها بسرعة عند درجات حرارة مرتفعة. | |               |               |                                                     |                   |
| Li-(CF)x                     | أحادي فلوريد الكربون | رباعي فلوروبورات الليثيوم في كربونات البروبيلين وثنائي ميثوكسي الإيثان و/أو غاما-بوتيرولاكتون                           | 3 V           | 3.1 V         | 360                                                 | 680               |
| Li-(CF)x                     | تصنع مادة المهبط من التداخل مرتفع الحرارة لغاز الفلور مع مسحوق الغرافيت. مقارنة مع بطاريات ثنائي أكسيد المنغنيز (CR) والتي لها نفس الجهد القياسي، إلا أن لها اعتمادية أكبر. تستخدم في بطاريات الساعات والأجهزة المعتمدة على الذاكرة. كما أن لها تطبيقات في الملاحة الجوية والفضائية، كما لها تطبيقات طبية. يمكن أن تعمل لدرجة حرارة تصل إلى 80°س، كما أن مصروفها الذاتي قليل. طورت في سبعينات القرن العشرين من قبل شركة باناسونيك.                                                                                        | |               |               |                                                     |                   |
| Li-FeS2                      | ثنائي كبريتيد الحديد | كربونات البروبيلين وديوكسولان وثنائي ميثوكسي الإيثان                                                                    | 1.4-1.6 V     | 1.8 V         | 297 نسخة محفوظة 17 مارس 2006 على موقع واي باك مشين. |                   |
| Li-FeS2                      | يمكن استخدام بطارية ليثيوم-حديد Li/Fe بديلا للبطارية القلوية حيث أن لها جهد قياسي مماثل 1.5 فولت، إلا أن عمرها أطول بـ 2.5 مرة. المصروف الذاتي للشحن قليل، لذلك يمكن أن تعيش لمدة طويلة تتراوح بين 10 إلى 20 سنة، كما أنها رخيصة الثمن. المهبط من مسحوق كبريتيد الحديد الممزوج مع الغرافيت. | |               |               |                                                     |                   |
| Li-SOCl2                     | كلوريد الثيونيل | رباعي كلورو ألومينات الليثيوم في وسط من كلوريد الثيونيل                                                                 | 3.5 V         | 3.65 V        | 500                                                 | 1200              |
| Li-SOCl2                     | يكون المهبط عبارة عن سائل، لذلك تستخدم من أجل تطبيقات ذات حرارة منخفضة. يمكن أن تعمل عند درجات حرارة تصل إلى −55°س، حيث تحافظ عندها فوق على حوالي 50% من سعتها. تنطلق كميات ضئيلة من الغاز عند الاستخدام. لها مقاومة داخلية مرتفعة كما أن تيار دارة القصر لها محدود. لها كثافة طاقة مرتفعة تصل إلى 500 واط ساعي لكل كيلوغرام. مكوناتها سامة، ويتفاعل الكهرل مع الماء. تستخدم بشكل أكبر في التطبيقات الصناعية الهندسية، كما أن لها تطبيقات عسكرية. إن الثمن المرتفع لها ومخاطر الاستخدام يحد من التطبيقات الاستهلاكية لها. | |               |               |                                                     |                   |
| Li-SOCl2,BrCl, Li-BCX        | كلوريد الثيونيل مع كلوريد البروم | رباعي كلورو ألومينات الليثيوم في وسط من كلوريد الثيونيل                                                                 | 3.7-3.8 V     | 3.9 V         | 350                                                 | 770               |
| Li-SOCl2,BrCl, Li-BCX        | هذه البطارية عبارة عن تحوير لبطارية كلوريد الثيونيل، باستخدام كلوريد البروم في التركيب يحصل على زيادة في الجهد بمقدار 300 ميلي فولت. يعود الجهد إلى 3.5 فولت عند استهلاك كلوريد البروم بعد أول 10-20% من الاستهلاك. | |               |               |                                                     |                   |
| Li-SO2Cl2                    | كلوريد السلفوريل | | 3.7 V         | 3.95 V        | 330                                                 | 720               |
| Li-SO2Cl2                    | تشبه هذه البطارية بطارية كلوريد الثيونيل. إن الاستهلاك لا يؤدي إلى تشكل عنصر الكبريت، والذي يعتقد دخوله في تفاعلات خطيرة عند وجوده، لذلك تعد هذه البطاريات أكثر أماناً. ليس لها الكثير من التطبيقات الاستهلاكية لقابلية دخول الكهرل في تفاعلات تسبب تآكل مصعد الليثيوم، مما يقلل من عمر الرف لها (عمرها دون استهلاك). يضاف الكلور إلى بعض البطاريات مما يقلل من مخاطر الاستخدام. يتفاعل كلوريد السلفوريل بعنف مع الماء محرراً كلوريد الهيدروجين ومشكلاً حمض الكبريتيك.                                                       | |               |               |                                                     |                   |
| Li-SO2                       | ثنائي أكسيد الكبريت على كربون مرتبط بالتفلون | بروميد الليثيوم في ثنائي أكسيد الكبريت مع كميات صغيرة من الأسيتونتريل                                                   | 2.85 V        | 3.0 V         | 250                                                 | 400               |
| Li-SO2                       | المهبط عبارة عن سائل. يمكن أن تعمل بين درجات حرارة −55 إلى +70 °س. تحوي ثنائي أكسيد الكبريت السائل SO2 عن ضغوط مرتفعة. تتطلب استخدام صمامات أمان، حيث يمكن أن تنفجر. ذات تكاليف مرتفعة. لها كثافة طلقة مرتفعة. يمكن للأسيتونتريل أن يشكل سيانيد الليثيوم ويمكن أن ينتج حمض سيان الماء عند درجات حرارة مرتفعة. تستخدم في التطبيقات العسكرية. إن إضافة كلوريد البروم يمكن أن يرفع الجهد إلى 3.9 فولت وأن يزيد من كثافة الطاقة.                                                                                              | |               |               |                                                     |                   |
| Li-I2                        | يود ممزوج ومسخن مع متعدد-2-فينيل البيريدين (P2VP) ليعطي شكل صلب من معقد انتقال الشحنة. | طبقة صلبة أحادية الجزيء من بلورات يوديد الليثيوم والتي تنقل أيونات الليثيوم من المصعد إلى المهبط، ولكنها لا تنقل اليود. | 2.8 V         | 3.1 V         |                                                     |                   |
| Li-I2                        | الكهرل عبارة عن مادة صلبة. لها اعتمادية عالية كما أن لها معدل صرف ذاتي منخفض. تستعمل في التطبيقات الطبية التي تتطلب عمر طويل. لا تشكل غازات عند الاستخدام عند حدوث دارة قصر. ملائمة الاستخدام للتطبيقات ذات التيار المنخفض. ينخفض جهد البطارية عند ترسب يوديد الليثيوم. | |               |               |                                                     |                   |
| Li-Ag2CrO4                   | كرومات الفضة | محلول فوق كلورات الليثيوم                                                                                               | 3.1/2.6 V     | 3.45 V        |                                                     |                   |
| Li-Ag2CrO4                   | لها اعتمادية عالية. تصل عند الاستخدام إلى مستوى ثابت من 2.6 فولت بعد الوصول إلى نسبة معينة من الاستهلاك، مما يعطي تحذير مبكر للصرف. طورت بشكل خاص للتطبيقات الطبية مثل منظمات القلب. | |               |               |                                                     |                   |
| Li-Ag2V4O11, Li-SVO, Li-CSVO | أكسيد الفضة+أكسيد الفاناديوم الخماسي (SVO) | سداسي فلوروفوسفات الليثيوم أو سداسي فلوروزرنيخات الليثيوم في كربونات البروبيلين مع ثنائي ميثوكسي الإيثان                |               |               |                                                     |                   |
| Li-Ag2V4O11, Li-SVO, Li-CSVO | تستخدم في التطبيقات الطبية مثل مزيل الرجفان والمحرضات العصبية وأجهزة حقن الأدوية. تتميز هذه البطاريات بأن لها كثافة طاقة عالية وعمر رف طويل (عمر البطارية دون استهلاك). يمكن أن تعمل بشكل مستمر عند درجة حرارة الجسم 37°س. إن جهد الاستهلاك لهذه البطارية له عتبتين. تعد هذه البطارية آمنة. عند إضافة أكسيد النحاس الثنائي نحصل على تحوير لهذه البطارية يرمز له Li-CSVO. | |               |               |                                                     |                   |
| Li-CuO                       | أكسيد النحاس الثنائي | فوق كلورت الليثيوم المحلول في ديوكسولان                                                                                 | 1.5 V         | 2.4 V         |                                                     |                   |
| Li-CuO                       | يمكن أن تستخدم في درجات حرارة مرتفعة تصل إلى 150 °س. صنعت هذه البطارية بديلا لبطارية زنك-كربون والبطارية القلوية حتى منتصف التسعينات، فاستبدلت ببطارية ليثيوم-حديد. الاستعمال الحالي محدود. | |               |               |                                                     |                   |
| Li-CuS                       | كبريتيد النحاس | | 1.5 V         |               |                                                     |                   |
| Li-PbCuS                     | كبريتيد الرصاص الثنائي وكبريتيد النحاس | | 1.5 V         | 2.2 V         |                                                     |                   |
| Li-V2O5                      | أكسيد الفاناديوم الخماسي | | 3.3/2.4 V     | 3.4 V         | 120/260                                             | 300/660           |
| Li-V2O5                      | لها عتبتي استهلاك. | |               |               |                                                     |                   |
| Li-CuCl2                     | كلوريد النحاس الثنائي | LiAlCl4 أو LiGaCl4 في SO2 ضمن كهرل سائل لا عضوي ولامائي.                                                                |               |               |                                                     |                   |
| Li-CuCl2                     | لهذه البطارية ثلاث عتبات عند الاستهلاك تقع عند 3.3 و 2.9 و 2.5 فولت على التوالي. إن الاستهلاك دون العتبة الأولى دون إجراء عملية إعادة شحن يقلل من عمر البطارية. | |               |               |                                                     |                   |
| Li–air (بطارية ليثيوم-هواء)  | كربون مسامي | تركيب عضوي أو مائي أو زجاجي-سيراميكي صلب                                                                                |               |               | 1800-660                                            | 1600-600          |
| Li–air (بطارية ليثيوم-هواء)  | ليس لها للآن تطبيقات استهلاكية نتيجة صعوبة تحقيق دورات استهلاك متعددة دون خسارة في السعة. | |               |               |                                                     |                   |